# Fejervarya
A Fejervarya a kétéltűek (Amphibia) osztályába, a békák (Anura) rendjébe és a  Dicroglossidae családjába tartozó nem.
A nemet 1915-ben elsőként Bolkay István, magyar természettudós írta le. Egészen az 1990-es évek második feléig a valódi békafélék (Ranidae) családjába tartozott, de a legújabb kutatások igazolták a családtól való különbözőségét. A nembe tartozó békák euryhaline (a víz sótartalmát széles tartományban toleráló) fajok. Egyes fajok, például a  Fejervarya cancrivora brakkvízben is megél, ebihalai akár tengervízben is képesek a túlélésre.

## Elterjedése
A nembe tartozó fajok Ázsia déli, délkeleti és keleti részén, továbbá Új-Guineában honosak.

## Rendszerezés
A nembe az alábbi fajok tartoznak:
- Fejervarya cancrivora (Gravenhorst, 1829)
- Fejervarya iskandari Veith, Kosuch, Ohler & Dubois, 2001
- Fejervarya kawamurai Djong, Matsui, Kuramoto, Nishioka & Sumida, 2011
- Fejervarya kupitzi Köhler, Mogk, Khaing, and Than, 2019
- Fejervarya limnocharis (Gravenhorst, 1829)
- Fejervarya moodiei (Taylor, 1920)
- Fejervarya multistriata (Hallowell, 1861)
- Fejervarya orissaensis (Dutta, 1997)
- Fejervarya pulla (Stoliczka, 1870)
- Fejervarya sakishimensis Matsui, Toda & Ota, 2008
- Fejervarya triora Stuart, Chuaynkern, Chan-ard & Inger, 2006
- Fejervarya verruculosa (Roux, 1911)
- Fejervarya vittigera (Wiegmann, 1834)

## Filogenetikus kapcsolatok
A Fejervarya nem hét fajának filogenetikus kapcsolatait ábrázolja Pyron & Wiens 2011-es tanulmánya.
|  | Fejervarya cancrivora |
|  |                       |
|  | Fejervarya vittigera  |
|  |                       |

|  | Fejervarya iskandari   |
|  |                        |
|  | Fejervarya orissaensis |
|  |                        |

|  | Fejervarya sakishimensis |
|  |                          |
|  | Fejervarya limnocharis   |
|  |                          |

|  | Fejervarya iskandari   |
|  |                        |
|  | Fejervarya orissaensis |
|  |                        |

|  | Fejervarya sakishimensis |
|  |                          |
|  | Fejervarya limnocharis   |
|  |                          |

|  | Fejervarya iskandari   |
|  |                        |
|  | Fejervarya orissaensis |
|  |                        |

|  | Fejervarya sakishimensis |
|  |                          |
|  | Fejervarya limnocharis   |
|  |                          |

|  | Fejervarya iskandari   |
|  |                        |
|  | Fejervarya orissaensis |
|  |                        |

|  | Fejervarya sakishimensis |
|  |                          |
|  | Fejervarya limnocharis   |
|  |                          |

|  | Fejervarya cancrivora |
|  |                       |
|  | Fejervarya vittigera  |
|  |                       |

|  | Fejervarya iskandari   |
|  |                        |
|  | Fejervarya orissaensis |
|  |                        |

|  | Fejervarya sakishimensis |
|  |                          |
|  | Fejervarya limnocharis   |
|  |                          |

|  | Fejervarya iskandari   |
|  |                        |
|  | Fejervarya orissaensis |
|  |                        |

|  | Fejervarya sakishimensis |
|  |                          |
|  | Fejervarya limnocharis   |
|  |                          |

|  | Fejervarya iskandari   |
|  |                        |
|  | Fejervarya orissaensis |
|  |                        |

|  | Fejervarya sakishimensis |
|  |                          |
|  | Fejervarya limnocharis   |
|  |                          |

|  | Fejervarya iskandari   |
|  |                        |
|  | Fejervarya orissaensis |
|  |                        |

|  | Fejervarya sakishimensis |
|  |                          |
|  | Fejervarya limnocharis   |
|  |                          |

|  | Fejervarya cancrivora |
|  |                       |
|  | Fejervarya vittigera  |
|  |                       |

|  | Fejervarya iskandari   |
|  |                        |
|  | Fejervarya orissaensis |
|  |                        |

|  | Fejervarya sakishimensis |
|  |                          |
|  | Fejervarya limnocharis   |
|  |                          |

|  | Fejervarya iskandari   |
|  |                        |
|  | Fejervarya orissaensis |
|  |                        |

|  | Fejervarya sakishimensis |
|  |                          |
|  | Fejervarya limnocharis   |
|  |                          |

|  | Fejervarya iskandari   |
|  |                        |
|  | Fejervarya orissaensis |
|  |                        |

|  | Fejervarya sakishimensis |
|  |                          |
|  | Fejervarya limnocharis   |
|  |                          |

|  | Fejervarya iskandari   |
|  |                        |
|  | Fejervarya orissaensis |
|  |                        |

|  | Fejervarya sakishimensis |
|  |                          |
|  | Fejervarya limnocharis   |
|  |                          |

|  | Fejervarya cancrivora |
|  |                       |
|  | Fejervarya vittigera  |
|  |                       |

|  | Fejervarya iskandari   |
|  |                        |
|  | Fejervarya orissaensis |
|  |                        |

|  | Fejervarya sakishimensis |
|  |                          |
|  | Fejervarya limnocharis   |
|  |                          |

|  | Fejervarya iskandari   |
|  |                        |
|  | Fejervarya orissaensis |
|  |                        |

|  | Fejervarya sakishimensis |
|  |                          |
|  | Fejervarya limnocharis   |
|  |                          |

|  | Fejervarya iskandari   |
|  |                        |
|  | Fejervarya orissaensis |
|  |                        |

|  | Fejervarya sakishimensis |
|  |                          |
|  | Fejervarya limnocharis   |
|  |                          |

|  | Fejervarya iskandari   |
|  |                        |
|  | Fejervarya orissaensis |
|  |                        |

|  | Fejervarya sakishimensis |
|  |                          |
|  | Fejervarya limnocharis   |
|  |                          |